# باليه معاصر

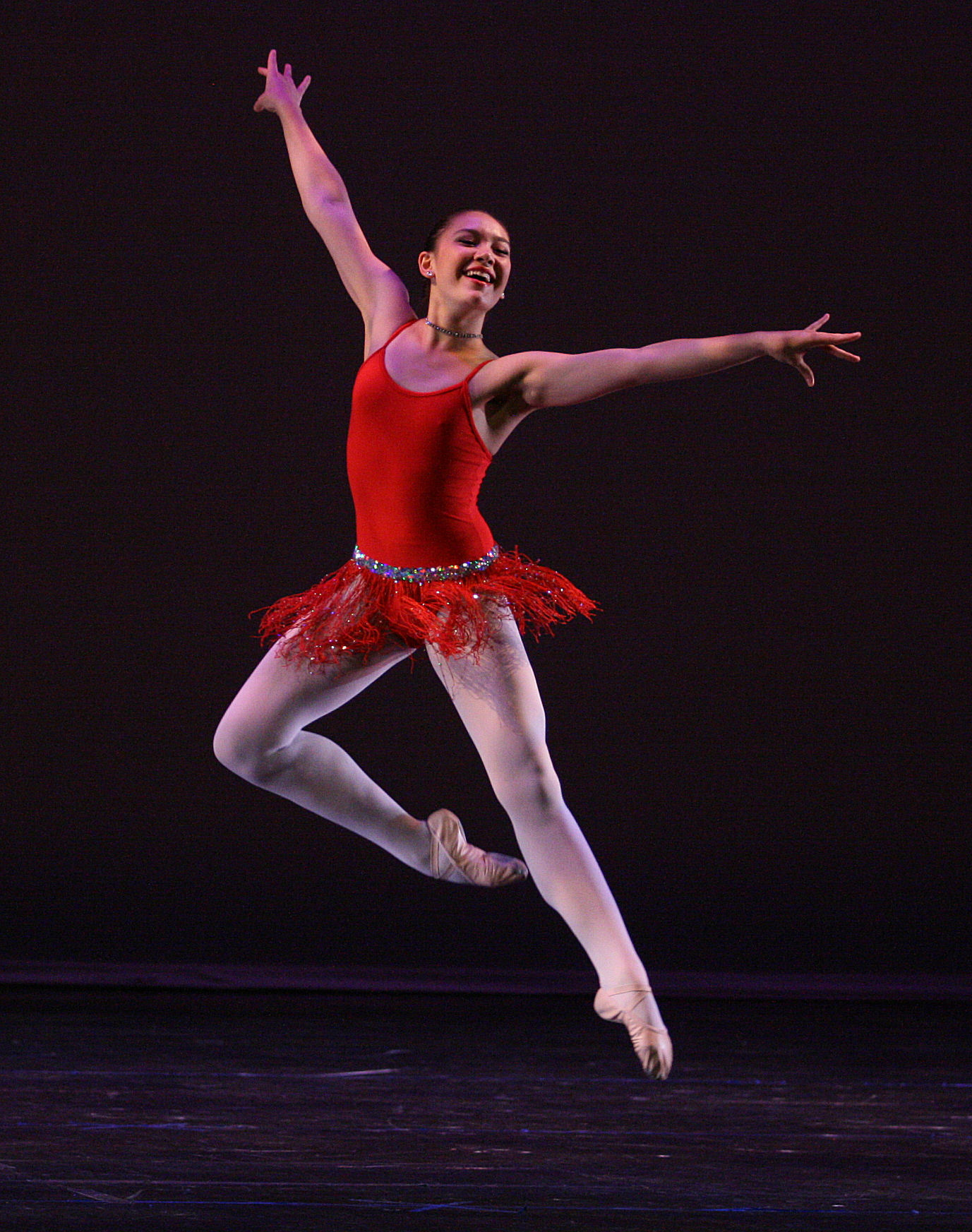
واحدة من الوثبات التي يتم تطبيقها في الباليه المعاصر

الباليه المعاصر هو نوع من الرقص الذي يضم عناصر من الباليه الكلاسيكي والرقص الحديث. ويوظف الباليه المعاصر تقنية الباليه الكلاسيكي وفي كثير من الحالات تقنية بوانت الكلاسيكية أيضاً، ولكن يسمح بنطاق أكبر من الحركة في الجزء العلوي من الجسم والباليه المعاصر مقيد لخطوط الجسم محددة بدقة والأشكال الموجودة في والباليه الكلاسيكي التقليدي. العديد من خاصياته تأتي من الأفكار والابتكارات من الرقص الحديث في القرن ال20، بما في ذلك العمل الطابق وبدوره في في الساقين.

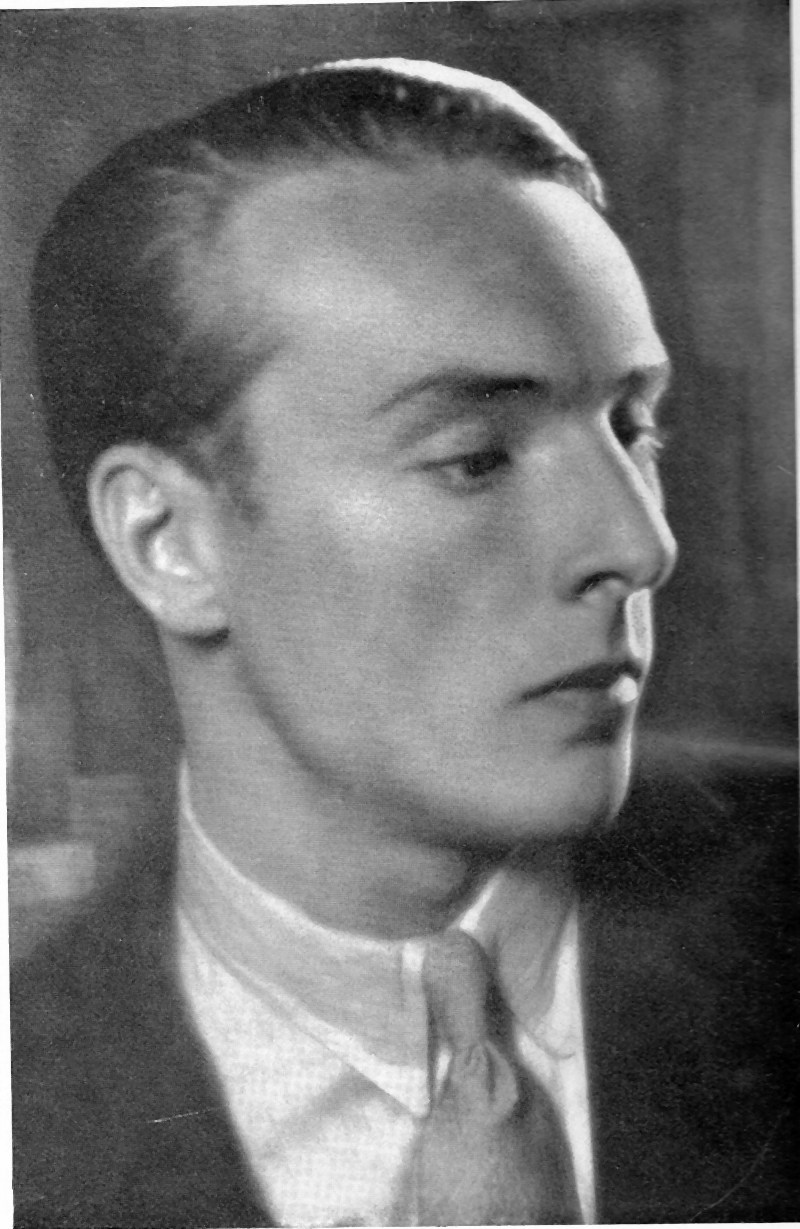
جورج بالانشاين رائد الباليه المعاصر

جورج بلانشاين وغالبا ما ينظر إلى أن يكون الرائد الأول للباليه المعاصر. أسلوب الرقص طور، التي تقع بين الباليه الكلاسيكية والباليه المعاصر اليوم

## التاريخ
جورج بلانشاين يعتبر في الغالب رائد فن الباليه المعاصر. طريقة فن الباليه الذي أعتمده والذي يدمج مابين الباليه الكلاسيكي والباليه المعاصر اليوم، يسمى بأسم: الباليه الكلاسيكي الجديد أو الباليه المعاصر. يقوم الفن على استخدام اليدين للإستعراض والرقص «أحيانًا القدمين». والتفاف الساقين والتمحور حول الوضعيات والأزياء غير تقليدية. وذلك لتمييز بين الباليه المعاصر والباليه الرومانسي والكلاسيكي .
وعلى ذلك قام بلانشاين بدعوة العديد من راقصين الباليه المعاصر مثل: بول تايلور. للرقص في شركته. وأيضَا قام بدعوة مصممة الرقصات مارثا غراهام. والذي أدى إلى توسعه في التعرف على تقنيات والأفكار الخاصة برقص الباليه المعاصر.
وخلال هذه الفترة، قام عدد من مصممين رقصات الباليه مثل: جون باتلر وغلين تيتلي بالبدء بالاهتمام بالجمع بين الباليه والتقنيات الحديثة في تصاميم الرقصات الخاصة بهم.